# Franziska Lang (Schauspielerin)
Franziska Lang, geborene Franziska Stamitz (* 9. Juli 1746 in Schwetzingen; † 4. Februar 1800 in München) war eine deutsche Soubrette, Tänzerin und Theaterschauspielerin.

## Leben
Franziska Stamitz bildete sich zur tragischen Liebhaberin aus und debütierte 1776 an der Hoftheater München. 1770 hatte sie Franz Lang, den Waldhornisten des Hofoperntheaters, geheiratet. Sie wirkte sowohl als Tänzerin wie auch als Soubrette im Schau- und Singspiel, doch trat sie nach 1786 nicht mehr als Tänzerin auf. Eine ihrer berühmtesten Rollen war die „Ariadne“ in dem seinerzeit populären Duodrama Ariadne auf Naxos von Georg Anton Benda. Für die Münchner Erstaufführung 1779 entwarf sie ihre Choreografie selbst.
Die Schauspielerin und Sängerin Katharina Lang ist ihre Tochter.